# Léopold II de Belgique (timbre)

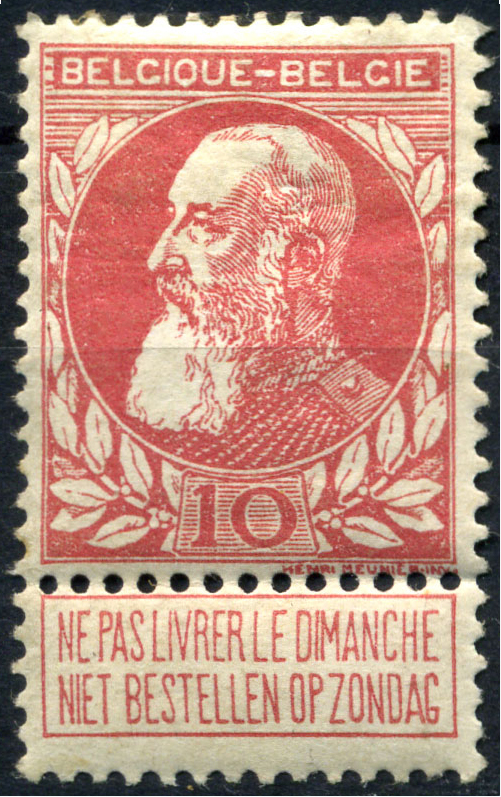
Émission de 1905.

Léopold II, roi des Belges de 1865 à 1909, a figuré sur plusieurs émissions de timbres-poste d'usage courant de son royaume, ainsi que de ses colonies.

## En Belgique

### Timbres d'usage courant
Roi à la mort de son père Léopold Ier en 1865, le premier timbre à son effigie est émis le 15 novembre 1869, il s'agit du 10 centimes vert. Les cinq émissions imprimées en typographie le montrent de profil gauche uniquement, dans une grande variété de cadres et de médaillons.
| Émission                   | Dessinateur                           | Graveur                                          | Nombre de valeurs | Tirage total (env.) |
| -------------------------- | ------------------------------------- | ------------------------------------------------ | ----------------- | ------------------- |
| 1869-1883                  | Henri Hendrickx                       | Albert Doms                                      | 8                 | 758 000 000         |
| 1883                       | Henri Hendrickx                       | De La Rue                                        | 4                 | 9 970 000           |
| 1884-1891                  |                                       | Louis-Eugène Mouchon                             | 7                 | 792 396 000         |
| 1893-1900 « Petite barbe » | Louis-Eugène Mouchon (effigie royale) | Henri Hendrickx (encadrement et série armoiries) | 7                 | 1 173 654 000       |
| 1905 « Grosse barbe »      | Henri Meunier d'après Omer Dierickx   | Eduard Pellens                                   | 7                 | 421 657 000         |

Pour le tirage, il faut signaler que la majorité est dédiée aux timbres à 10 centimes.
L'émission de 1869 a connu des retirages de 1880 à 1883 qui utilisaient des couleurs à l'aniline pour éviter que des usagers peu scrupuleux puisse laver les oblitérations.

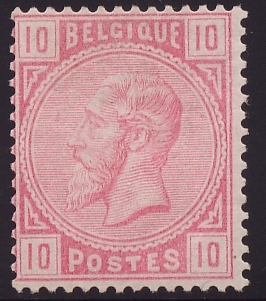
- Émission de 1883

Celle de 1883 a été gravée à Londres par l'imprimeur De La Rue. Les cadres rappellent par leur forme et leur netteté ceux des timbres britanniques aux effigies royales de l'époque. En 1884, c'est l'artiste français Louis-Eugène Mouchon qui grave les effigies royales encadrées.
Le 1er juillet 1891, le premier timbre bilingue français-néerlandais est le 35 centimes brun gravé par Mouchon. Il porte les mentions : « POSTES BELGIQUE - BELGIE POSTERIJEN ».

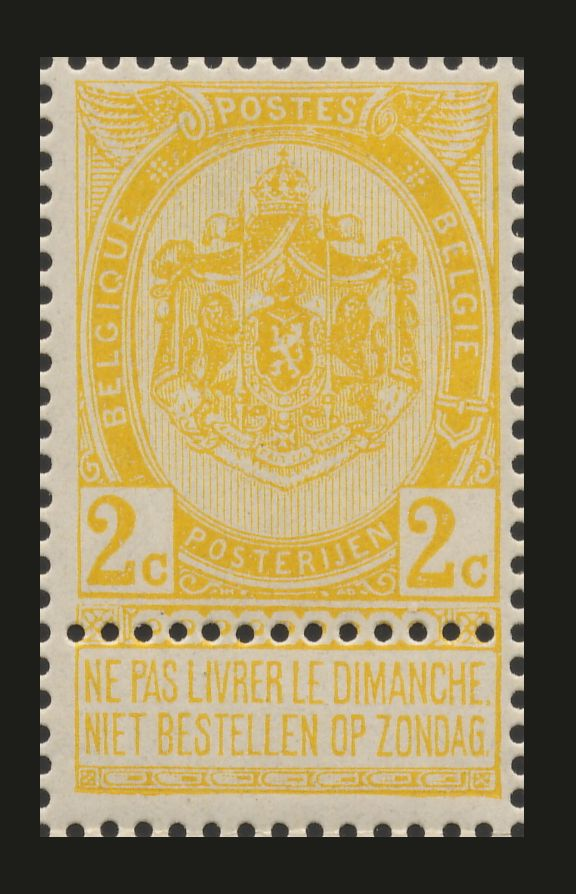
Timbre à 2c du type « Armoiries du Royaume » de 1893 avec bandelette dominicale

À partir de 1893, tous les timbres belges voient l'apparition d'une bandelette bilingue se-tenant « NE PAS LIVRER LE DIMANCHE - NIET BESTELLEN OP ZONDAG». Enlevée, elle signifie que l'expéditeur souhaitait une livraison, y compris ce jour férié. Cette initiative unique est à porter au mérite du ministre des chemins de fer, des postes et du télégraphe Jules Vandenpeereboom  qui a également introduit les mentions bilingues sur les timbres belges. Le but de cette bandelette était de diminuer la charge de travail des facteurs le dimanche. Le Catalogue officiel de timbres-poste signale que les timbres sans cette bandelette ont une cote fortement minorée sauf s'ils sont sur lettre ou document. Cette bandelette fut abandonnée avant la Première Guerre mondiale. Les effigies royales côtoyaient quatre petites valeurs aux armoiries de la Belgique.
Ces émissions ont connu de nombreux tirages au fil des années et connaissent des variations de couleur de l'encre ou du papier. Pour l'émission « Petite barbe » (1893-1900), les couleurs des 10 et 50 centimes sont volontaires pour pouvoir distinguer plus facilement ces timbres.
Elles ont été démonétisées progressivement après la mort de Léopold II de 1910 à 1915.
Comme après la mort de Léopold Ier, les timbres à l'effigie du nouveau roi Albert Ier sont émis trois ans après, en 1912.

### Timbres commémoratifs
La première apparition posthume de Léopold II sur timbre-poste a lieu en 1915 avec une émission de huit timbres différents mis en service en Belgique au fur et à mesure de la libération du pays, à la fin de la Première Guerre mondiale. La plus forte valeur représente également son père Léopold Ier et son neveu Albert Ier.
Ensuite, la poste belge utilise l'effigie royale pour des anniversaires : 
- anniversaire de l'indépendance belge de 1830 : émissions de 1930 et 1980
- manifestations philatélique : en 1970 et 1972 pour Belgica 72, 1984 et 1993 pour la Journée du timbre, et deux émissions en 1999

## Au Congo

### État indépendant du Congo
En janvier 1886, octobre 1887 et novembre 1894, sont émis trois séries de timbres-poste et des surcharges pour servir sur les colis postaux pour servir dans l'État indépendant du Congo. Ces émissions sont la conséquence de la conférence de Berlin de février 1885 et de la proclamation de cet État le 1er juillet suivant à Vivi : le Congo adhère à l'Union postale universelle le 1er janvier 1886. Léopold II figure sur les deux premières.
L'émission de janvier 1886 est dessinée par Henri Hendrickx et gravée par Albert Doms. Elle reprend le graphisme du 5 francs émis en Belgique en novembre 1869. Elle représente le profil gauche du roi dans un médaillon où est inscrite la mention « État indépendant du Congo ». La valeur faciale est signifiée dans les deux coins supérieurs, et la monnaie (centimes ou francs) est marquée sur la partie supérieure du médaillon. Le tirage global est d'environ 334 000 exemplaires.
En octobre 1887, une nouvelle série est mise en vente représentant un portrait de trois-quarts face dessiné et gravé par Albert Doms, et qui n'a pas servi sur les timbres de Belgique. Le tirage est de moins d'1,2 million d'exemplaires pour l'ensemble des valeurs émises.
Les émissions de 1886 et 1887 sont démonétisées le 1er janvier 1901.
Sur les timbres de la troisième et dernière émission de cette colonie sous ce nom figurent des paysages locaux.

### Congo belge
Léopold II est peu représenté sur les timbres du Congo belge - et seulement à titre posthume - sur les émissions sur l'indépendance de la Belgique (1935), ou la création de la colonie en 1908 (1958). En 1947, une des trois valeurs de la série « Cinquantenaire de la victoire sur les trafiquants d'esclaves » lui est néanmoins consacrée.

### Sources
- Catalogue officiel de timbres-poste, Bruxelles, éd. Chambre professionnelle belge des négociants en timbres-poste, 2005.